# Necroscia brunneri
Necroscia brunneri är en insektsart som beskrevs av Kirby 1904. Necroscia brunneri ingår i släktet Necroscia och familjen Diapheromeridae. Inga underarter finns listade i Catalogue of Life.